# 福岡市立大原小学校
福岡市立大原小学校（ふくおかしりつ おおはらしょうがっこう）は、福岡県福岡市早良区原三丁目にある公立小学校。

## 沿革
当校の敷地は、1972年までは川島学園室見丘女子高等学校（現：福岡舞鶴高等学校）として使用されており、それ以降は福岡市消防学校として使用されていた。
- 1977年
  - 4月 - 福岡市立原北小学校から分離、同校内にて開校。原4丁目・原団地在住の児童が登校
  - 9月1日 - 現在地に移転
- 1978年 - 福岡市立原小学校より原3丁目在住の児童を編入
- 1979年 - 校舎完成
- 1982年 - 大原留守家庭子ども会開設
- 1983年 - 体育館、図工室間渡り廊下完成
- 2000年 - 体育館改築
- 2002年 - 白鵬・龍皇来校
- 2005年 - プール更衣室改築
- 2006年 - 耐震化工事
- 2007年 - NHK「親と子のTVスクール」収録。ゲストは原口あきまさ。
- 2008年 - 体育倉庫移転改築

## 校区
早良区原団地全域と原3,4丁目。
早良区北部。校区西端は金屑川、校区東端には油山川が流れ、校区南端を国道202号（今宿新道）が通る。校区の多くを原団地が占める。前述の「親と子のテレビスクール」で「団地の中にある学校」と紹介された（ただし、学校は原団地の区域外にある）。原団地の区域外はマンションが多く一戸建は少ない。国道202号沿いおよび校区南東部の県道558号線（原通り）沿いには店舗も立地している。
校名の由来は分校元の原北小学校区との境界線上の金屑川に架かる大原橋にちなむ。当校区には「大原」という地名はない。西区大原（おおばる）とは無関係である。
中学校は当校区外の原中央中学校の校区。

### 校区が隣接する小学校
- 福岡市立室見小学校
- 福岡市立原小学校
- 福岡市立飯倉中央小学校
- 福岡市立飯原小学校
- 福岡市立原西小学校
- 福岡市立小田部小学校
- 福岡市立原北小学校

### 校区内の主な施設
- 原団地
- 原西団地
- 福岡市立高取中学校 - 当校北隣（校区内）に位置するが、当校卒業者の進学先ではない。

## 校歌
- 作詞：小久保伸子
- 作曲：白土治夫

## 著名な出身者
- 小椋真介（福岡ソフトバンクホークス）